# Давление детонации
Давле́ние детона́ции — давление во фронте детонационной волны в заряде взрывчатого вещества (ВВ).
При прохождении детонационной волны давление нарастает скачкообразно, для большинства ВВ давление детонации составляет от 50 до 260 кбар (5000—26000 МПа). Давление детонации является важным показателем эффективности применения ВВ. От его величины и продолжительности действия зависят форма и величина полезной работы взрыва. Чем выше давление детонации, тем больше дробящее (бризантное) действие взрыва. Чем больше время действия, тем выше раскалывающее и метательное (фугасное) действие взрыва.
Существует ряд расчетных способов вычисления давления детонации. Разработкой таких способов занимались Л. Д. Ландау, К. П. Станюкович и др.
Разработаны также экспериментальные методы определения давления детонации, например, метод с использованием манганиновых датчиков давления.
Давление детонации некоторых ВВ:
- Тротил — 180 кбар (18 000 МПа)
- Тетрил — 205 кбар (20 500 МПа)
- Триаминотринитробензол — 235 кбар (23 500 МПа)
- Этиленгликольдинитрат — 270 кбар (27 000 МПа)